# Ghetto Warfare
Ghetto Warfare è una raccolta del gruppo musicale hip hop statunitense M.O.P., pubblicato nel 2006.

## Tracce
1. Intro – 0:58
2. Welcome Back (featuring Teflon) – 1:28
3. Roc La Familia (featuring Jay-Z, Memphis Bleek & State Property) – 3:46
4. Instigator (featuring Teflon) – 3:54 (musica: 9th Wonder)
5. Interlude – 1:11
6. Fuck M.O.P. – 3:24
7. Stompdashitoutu (featuring Capone-N-Noreaga) – 3:01 (musica: Tony Pizarro)
8. Interlude – 2:14
9. Fire – 4:48 (musica: DR Period)
10. Got to Go – 3:47
11. The Bottom – 5:07
12. Put It in the Air (featuring Jay-Z) – 4:05 (musica: Fizzy Womack, Laze E Laze)
13. What the Fuck – 4:18
14. Wanna Be Gs – 4:38 (musica: M.O.P.)
15. Live from Ground Zero – 4:19 (musica: Ill Will Fulton)
16. Take a Minute – 3:00 (musica: Kouch)
17. Muddy Waters – 4:14 (musica: Tommy Tee)
18. G-Boy Stance – 4:15 (musica: DR Period)
19. BKNY – 4:29 (musica: Heatmakerz)